# 一個分治的中國
一個分治的中國（英語：one divided China），為中華民國對臺海現狀、海峽兩岸關係與一中原則的官方說明方案之一，在李登輝總統任內提出，主要起草者為時任中華民國行政院新聞局局長蘇起，用於修飾與補充臺海兩岸分裂分治與階段性兩個中國，以推動與中華人民共和國方面的和談。因為中華人民共和國方面拒絕這個方案，並沒有達到預期目的。李登輝總統在1999年提出特殊的國與國關係來加以取代。這個說法之後由中國國民黨繼續推動。
中華人民共和國認為這個方案為企圖製造兩個中國的台獨言論，拒絕承認與接受。

## 概論
在李登輝總統任內，通過《國統纲領》，開始積極與中華人民共和國方案進行和談，以改善兩岸關係。
在提出臺海兩岸分裂分治說法後，因為中華人民共和國方面的一個中國原則，否定中國正處於分裂，為了讓兩岸會談順利進行，如沈君山等人，主張把說法中的分裂兩個字拿掉，改採取讓中華人民共和國更易於接受的說法。
在1996年臺灣海峽飛彈危機之後，李登輝連任中華民國總統。時任中華民國行政院新聞局局長蘇起於1997年發表《透視一個中國說帖》，首次提出「一個分治中國」的說法。這個說帖中說明，中華民國於1912年建國以來就是主權獨立國家，在1949年中華人民共和國成立後，中國就進入分治狀態。中華民國與中華人民共和國都不能代表全中國，只能代表各自統治區域，因此成為一個分治中國。分治中國的情形，正如同兩韓，北越與南越，東德與西德間的關係。
1998年6月，美國總統柯林頓訪問中華人民共和國，在上海提出，美國不支持台灣獨立，不支持兩個中國與一中一台，不支持台灣加入只有國家成員才能加入的國際組織。李登輝總統於同年7月，於國統會第十三次會議發表談話，希望中華人民共和國方面能務實承認「一個分治的中國」，並期待中國未來能終極統一。同年10月，海基會董事長辜振甫與海協會董事長汪道涵會面，辜振甫在會談中提出「一個分治的中國，既是歷史事實，更是政治現實」，希望中華人民共和國能接受。海協會董事長汪道涵正式聲明拒絕「一個分治的中國」，要求台灣方面要遵守一個中國原則，承認中華人民民共和國為中國唯一合法代表。

## 中華人民共和國反應
1997年，在蘇起發表《透視一個中國說帖》之後，中華人民共和國《人民日報》就以社論方式，反對這個說法，認定這個說法企圖製造兩個中國，為台獨言論。
1998年海協會會長汪道涵正式拒絕「一個分治的中國」提案，他認為可以改用「一個中國的分治」來取代。
1999年，中華民國前行政院長郝柏村以私人身份返回中國，海協會會長汪道涵在上海接見郝伯村一行。在會談時，汪道涵說明「一個中國的分治」內涵為：「一個中國的分治就是將來台灣是統一的中國的一部份，在一個中國前提下，維持現狀，台灣可派人到大陸來作官」。隨行的郝龍斌解讀「一個中國的分治」內涵與中華人民共和國的一個中國，一國兩制等說法完全一致。